# Credi di conoscermi
Credi di conoscermi è il secondo album del gruppo musicale Lombroso, uscito nel 2007 per la V2.

## Tracce
1. Si riparte da zero
2. Sei qui
3. Credi di conoscermi
4. Giù
5. Cosa stai dicendo
6. Alle elementari
7. Ciuska
8. Steinway 1912
9. Tra 5 minuti
10. Sempre un po' di più in là
11. Hey Man
12. Tu
13. Il paradiso (Bonus Track)